# 王志东
王志东（1967年6月28日—），男，广东东莞人，中国互联网先驅创业者，新浪網的創始人之一，毕业于北京大学。

## 生平

### 新浪時期
他与丁磊、张朝阳并称为“网络三剑客”。
1988年，王志东毕业于北京大学无线电电子学系。1989年5月，特邀进入北京大学计算机技术研究所，研制“中文多窗口图形支撑环境”。1990年6月，转入北大方正负责产品二次开发与新产品研制工作。1991年6月，独立研制并推出国内第一个实用化Windows中文环境—BDWin3.0。1992年4月，创办新天地电子信息技术研究所，任副总经理兼总工程师。1993年12月，创办四通利方信息技术有限公司，任总经理。1997年，被评为北京市第三届“科技之光”优秀企业家。
1998年12月1日，四通利方和华渊资讯合并成立了新浪网，王志东出任总裁兼CEO，领导公司在2000年在美国 NASDAQ 上市。
2001年由于新浪网内部意见分歧，王志东被迫离开公司单独创业。

### 点击科技
2001年12月他创办了北京点击科技有限公司，专注于协同软件领域，开发并推出“竞开协同应用平台”。2006年，北京点击科技有限公司进入即时通信领域，推出IM2.0概念的Lava-Lava。此外，王志东还获得《软件世界》杂志社和中央电视台联合主办的“2002年IT十大领军人物”之“最佳新闻聚焦奖”，及《当代经理人》杂志社、中华留学人员创业协会和搜狐网共同组织评选的“2002年十大创业新锐”荣誉称号。
2004年2月，点击科技获得由美国富达国际牵头的1300万美元风险投资。
2009年1月，点击科技获得联想投资新一轮投资，参与者包括美国富达国际、王志东，数额不详。获得注资后，王志东带领的创业团队所占股份仍保持在50%以上，公司依然专注于互联网即时通讯领域。